# Perez (Philippines)
Pour les articles homonymes, voir Perez.
Perez est une municipalité de la province de Quezon, aux Philippines.